# Конструкторско-технологический институт геофизического и экологического приборостроения
Конструкторско-технологический институт геофизического и экологического приборостроения (КТИ ГЭП) — научная организация, основанная в 1990 году. С 2005 года — в составе Института нефтегазовой геологии и геофизики имени А. А. Трофимука СО РАН.

## История
Предприятие было создано 1990 году и первоначально носило название Инженерного центра геофизического и экологического приборостроения, преобразованного в 1994 году в КТИ ГЭП.
Некоторое время институт входил в состав Объединённого института геологии, геофизики и минералогии СО РАН, действовавшего с 1990 года; а в 2005 году стал частью новообразованного Института нефтегазовой геологии и геофизики.
В начале 2002 года в учреждении работали 57 человек, в том числе пять кандидатов и один доктор наук.

## Разработки
Разработка и производство портативных газовых хроматографов и мобильного хромато-масс-спектрометра, предназначенного, в частности, для выявления наркотических, отравляющих и взрывчатых веществ.

## Государственные премии
В 1997 году премию Правительства РФ в области науки и техники получии следующие ученые КТИ: И. И. Науменко, В. М. Грузнов, М. Н. Балдин, А. П. Ефименко, А. Т. Шишмарев, А. И. Зоткевич, В. И. Мовшев, М. А. Соколов, В. Г. Филоненко, Г. Г. Коденев.

## Руководство
В 1990 году директором организации был назначен доктор технических наук В. М. Грузнов.